# 60 Batalion Saperów (1939)
60 batalion saperów (60 bsap) – oddział saperów Wojska Polskiego II RP z okresu kampanii wrześniowej.
Batalion nie występował w pokojowej organizacji wojska. Sformowany został w 1939 przez Centrum Wyszkolenia Saperów w Modlinie dla Armii „Modlin”. Od 10 września 1939 był w odwodzie dowódcy Armii „Warszawa”.

## Struktura i obsada etatowa
Obsada personalna we wrześniu 1939:
- dowódca batalionu – mjr sap. Franciszek Niepokólczycki
- adiutant – por. sap. Czesław Tytus Kosmatko[a]
- zastępca dowódcy – kpt. sap. Mieczysław Lutomski
- oficer dyspozycyjny dowódcy – ppor. rez. Piotr Kuliński
- 1 kompania saperów – por. sap. Franciszek Władysław Unterberger
- 2 kompania saperów – por. sap. Witold Kwiatkowski
- 3 zmotoryzowana kompania saperów – kpt. sap. Edward Brudnicki
- kolumna saperska – por. sap. rez. Zbigniew Zarzecki[b]